# بتيا
بتيا قرية سورية تتبع ناحية سلقين في منطقة حارم في محافظة إدلب. بلغ عدد سكانها 683 نسمة في عام 2004 حسب إحصاء المكتب المركزي للإحصاء.